# Savatage
Savatage es un grupo estadounidense de heavy metal. Fue fundado por los hermanos Jon y Criss Oliva en 1979. La banda es reconocida por grabar algunos álbumes conceptuales. Sus orígenes pueden ser atribuidos al heavy metal más clásico, influenciados por bandas como Judas Priest, Iron Maiden, Dio, Black Sabbath y Rush, lo que se puede apreciar claramente en su álbum debut, Sirens.
El guitarrista Criss Oliva falleció en un accidente automovilístico el 17 de octubre de 1993.

## Biografía

### Comienzos (1978-1986)
Criss Oliva y su hermano Jon formaron su primera agrupación musical juntos, Avatar, en 1978, luego de la ruptura de sus anteriores bandas Tower y Alien respectivamente. En 1980 el dúo conoció a Steve Wacholz, y comenzaron a ensayar en una cabaña tras la casa de los Oliva, bautizada por la banda como The Pit. Wacholz, que originalmente había audicionado para la anterior banda de Jon, Alien, lo relevó de su posición en la batería. Steve luego recibió un apodo por parte de los Oliva que lo siguió por el resto de su carrera: "Doctor Hardware Killdrums", a veces acortado a "Doc" o "Doc Killdrums" refiriéndose a su estilo fuerte y violento de tocar la batería.
Criss, Jon y Steve tocaron en clubes de Tampa y Clearwater durante varios años, hasta que en 1981 Keith Collins se unió a la banda, sustituyendo a Jon en el bajo. En 1982, Avatar formó parte de varias compilaciones de heavy metal, siendo la más notable la de "The YNF Pirate Tape", una promoción para bandas locales de Florida transmitida por la estación de radio Tampa 95ynf.
En 1983 Avatar fue obligado a cambiar su nombre debido a que ese nombre ya estaba utilizado; combinando las palabras "Savage" y "Avatar" la banda dio con Savatage.
Sus primeros dos álbumes, Sirens y The Dungeons Are Calling fueron lanzados por Par Recors, una firma independiente. 1985, firmaron un contrato con Atlantic Records y lanzaron su tercer álbum, Power Of The Night. Este disco, que fue producido por Max Norman, dio a conocer el poco convencional acercamiento a la música heavy metal, que incluía el uso liberal de teclados por parte de Jon en temas como "Fountain Of Youth" y canciones estructuradas al estilo Broadway como la usada en "Warriors". Power Of The Night recibió buenas críticas, pero careció de expectativas de ventas. Atlantic entregó fondos a la banda para grabar un videoclip de "Hard For Love", con la condición del tema que fuera renombrado como "Hot For Love" por propósitos de marketing. Ante la negativa de la banda de cambiar el título de la canción el, vídeo no fue grabado.
En 1986, luego del lanzamiento de su cuarto álbum, Fight For The Rock; un intento fallido de acercamiento comercial impuesto por la compañía de grabación que fue llamado por la misma banda como "Fight For The Nightmare" (Luchar por la pesadilla), Savatage salió de gira con Metallica, Kiss y Motörhead. Muchos fans de Savatage resienten la grabación del álbum y lo consideran una gran decepción. La banda tampoco estuvo feliz con el disco, en el cual la firma los presionó para incluir dos canciones cover. Jon Oliva había sido retenido para escribir material para otros artistas de la firma Atlantic, como John Waite y otros músicos de pop-rock, luego la firma se retractó y exigió a Savatage grabar el material ellos mismos. En una muestra de ingenuidad juvenil, la banda aceptó. Esto no sólo los destruyó en la prensa, casi terminó con la banda y Jon recayó en sus antiguos problemas de drogas y alcohol. Durante ese tiempo Keith Collins dejó la banda y fue reemplazado por Johnny Lee Middleton.
Jon admitió recientemente que consideraba que el álbum poseía puntos fuertes, como el incluir una versión propia de la canción de Badfinger, "Day After Day".

### "La Era Dorada" (1987-1993)
En 1987, Savatage lanzó su primer disco comercialmente exitoso, Hall Of The Mountaing King, el cual se convirtió en la base para lanzar a la banda a un escenario más popular. La agrupación grabó su primer videoclip para la canción "Hall Of The Mountaing King", que fue transmitido reiteradamente en el espacio televisivo de MTV, Headbangers Ball, posteriormente se realizó un video para la canción "24 Hours Ago". Este álbum además los introdujo a un nuevo estilo musical, presentando instrumentación sinfónica fuertemente influenciada por su nuevo productor, Paul O'Neill, quien sería parte importante en la forja de canciones futuras de la banda. O'Neill contribuyó en muchas de las canciones escribiendo gran parte de las letras, y le otorgó a Savatage una visión más conceptual con su próximo álbum, Gutter Ballet.
Gutter Ballet, que fue lanzado en 1989, podría ser considerado como el punto de inflexión de la banda, puesto que desde este disco, Savatage cambió a un sonido más progresivo, escribiendo canciones más largas con melodías más complejas y ritmos vocales diferentes, en vez del estilo power metal aparente en sus trabajos anteriores. El cambio a un estilo más progresivo, incluso operístico fue inducido principalmente por Jon, luego de ver una presentación de la obra El Fantasma de la Opera en Toronto. Las canciones "Gutter Ballett" y "When The Crowds Are Gone" son ejemplos de esta influencia, que continuaría con su próximo álbum. Nuevamente, fueron hechos dos videos, "When The Crowds Are Gone" y "Gutter Ballett", también fueron ampliamente emitidos por MTV. Chris Caffery, quien había estado tocando para Savatage en el tour de 1987 como segunda guitarra rítmica y fuera de la vista del público, fue presentado como nueva incorporación a la banda en 1988. Un mensaje dedicado a él aparece en las notas finales del álbum Streets: A Rock Opera deseándole "Suerte en cualquiera que sea el camino que elija recorrer". Caffery desertó luego del tour de Gutter Ballet (antes de grabar Streets), pero luego retornaría a la banda.
El disco Streets de 1991 no fue tan bien recibido como la banda esperaba, debido a que fue lanzado durante la época en la que el Grunge comenzaba a expandirse como la música más popular de la época. Aunque fue grabado un vídeo de "Jesus Saves", que fue también transmitido por televisión y atrajo nueva audiencia para Savatage. Luego de una gira para patrocinar el álbum, Jon Oliva dejó la banda para concentrarse en sus proyectos paralelos Doctor Butcher y su musical en Broadway, "Romanov", mientras seguía coescribiendo canciones para Savatage junto a su hermano Criss y el productor Paul O'Neill.
Jon eligió a su reemplazante como vocalista al ex-Wicked Witch, Zachary Stevens, quien había conocido y sido presentado a la banda por el mejor amigo de Criss y técnico en guitarras Dan Cambell. Steve Wacholz también dejó la banda, luego de la grabación de Edge of Thorns, además decidió no salir de gira con ellos; y eligió como su reemplazante al enérgico baterista Andy James, de la banda Roxx Gang. La alineación que presentó Savatage durante la gira de Edge Of Thorns es aclamada por muchos seguidores como la mejor alineación que la banda tuvo jamás. La banda grabó su prólogo a Streets, Edge Of Thorns en 1993, y por primera vez, Savatage comenzó a disfrutar de aclamación popular, recibiendo un incremento en la emisión por radio de sus canciones y una gira mundial que les otorgó una mención internacional como "el mejor Savatage en vivo".
Sin embargo la tragedia envolvió a la agrupación cuando Criss Oliva murió a causa de un conductor ebrio el 17 de octubre de 1993. Jon decidió seguir con la banda, aunque ha admitido que "Savatage llegó a su término tras la muerte de Criss", en memoria de su hermano y para "mantener viva su música".

### La banda después de Criss (1994 - 2000)

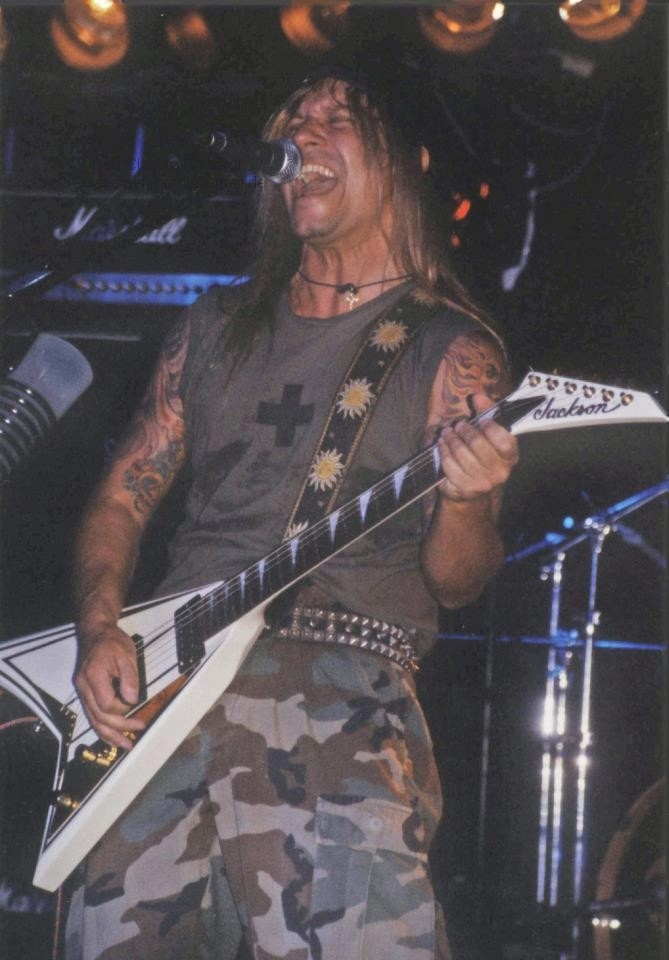
Chris Caffery en el 2005.

Alex Skolnick se unió temporalmente a Savatage en 1994 para el lanzamiento de su noveno álbum, Handful of Rain, escrito por Jon y Paul. Aunque el álbum es técnicamente un disco de Jon Oliva en solitario, pues Jon grabó la mayor parte de los instrumentos, excepto por la guitarra líder (Alex Skolnick) y la voz (Zachary Stevens), fue lanzado bajo el nombre de Savatage, atribuyéndole el crédito de la batería a Wacholz y del bajo a Middleton, ya que Andy James había dejado la banda luego de la muerte de Criss para seguir con otros proyectos.
La canción "Chance" fue la primera de Savatage en usar el contrapunto vocal, un estilo que mantuvieron para los discos siguientes. El tema final, "Alone You Breathe" es un tributo a Criss. Un CD/VHS, titulado Japan Live '94 (en lanzamientos posteriores fue renombrado como Live In Japan) fue lanzado al finalizar un breve tour de promoción del álbum de la banda paralela de Skolnick. Luego de la gira, Skolnick dejó Savatage para concentrarse en otros intereses. Su reemplazo sería nuevamente Chris Caffery, quien rindió homenaje a su gran amigo y excompañero de banda interpretando los solos de Criss como él los hubiera tocado. Atlantic Records, no obstante, quería otro guitarrista más conocido, y Al Pitrelli fue elegido.
En 1995 Savatage lanzó su segunda ópera rock, Dead Winter Dead, un disco conceptual incluso más ambicioso que su predecesor, en el sentido de que pretendían levantarse nuevamente con su lanzamiento. Lograron gran éxito con su sencillo "Christmas Eve Sarajevo 12/24", que fue largamente emitido por estaciones de radio durante la época de Navidad.
Mientras estaban de gira por Europa y Japón, la banda renunció a un tour por América para trabajar en su nuevo proyecto, el álbum Christmas Eve and Other Stories de la banda paralela Trans-Siberian Orchestra (TSO), que comprendía a Savatage con una gran orquesta. Jon Oliva ha admitido que le molestó el éxito que logró Trans-Siberian Orchestra con una canción originalmente de Savatage, o que le llevó a pensar que el principal obstáculo que tenía Savatage era el nombre.
El undécimo disco, The Wake of Magellan, fue lanzado en 1998, luego de hacer una pausa para hacer frente al enorme éxito como TSO, y trataba con conceptos tales como el valor de una vida, el suicidio y el abuso de las drogas, además de eventos de la vida real, como el incidente de Maersk Dubai y el asesinato de Veronica Guerin. Savatage se separó por largo tiempo de la discográfica Atlantic Records luego de este lanzamiento y eventualmente firmó con una firma mucho menor, Nuclear Blast (aunque los discos de TSO seguirían siendo lanzados bajo la firma Atlantic). Jon dijo que "ésta fue una buena jugada, porque a Nuclear Blast le encantaba la banda, e incluso conocían todas sus canciones".
Para ese momento, Savatage era tan alabado como criticado por su "metal estilo Broadway"; mientras TSO había encontrado una nueva audiencia, muchos antiguos y aplazados simpatizantes de Savatage se quejaban de que no existía una diferencia real entre el sonido de TSO y Savatage. Muchos fanáticos se sintieron dejados de lado debido a una falta de giras duraderas en América (pocas veces Savatage realizaba unos cuantas presentaciones en la costa este; con fanáticos europeos también sintiéndose alienados por falta de shows en la zona este de Europa) y el giro de un sonido metalero a uno más sinfónico. 
En el 2001 sale al mercado el disco Poets and Madmen, marcando el regreso a la banda de Jon Oliva como vocalista, reemplazando a Zak Stevens, quien abandonó la agrupación citando problemas familiares. El guitarrista Al Pitrelli también dejó la banda, ingresando a Megadeth ese mismo año.

### Actualidad

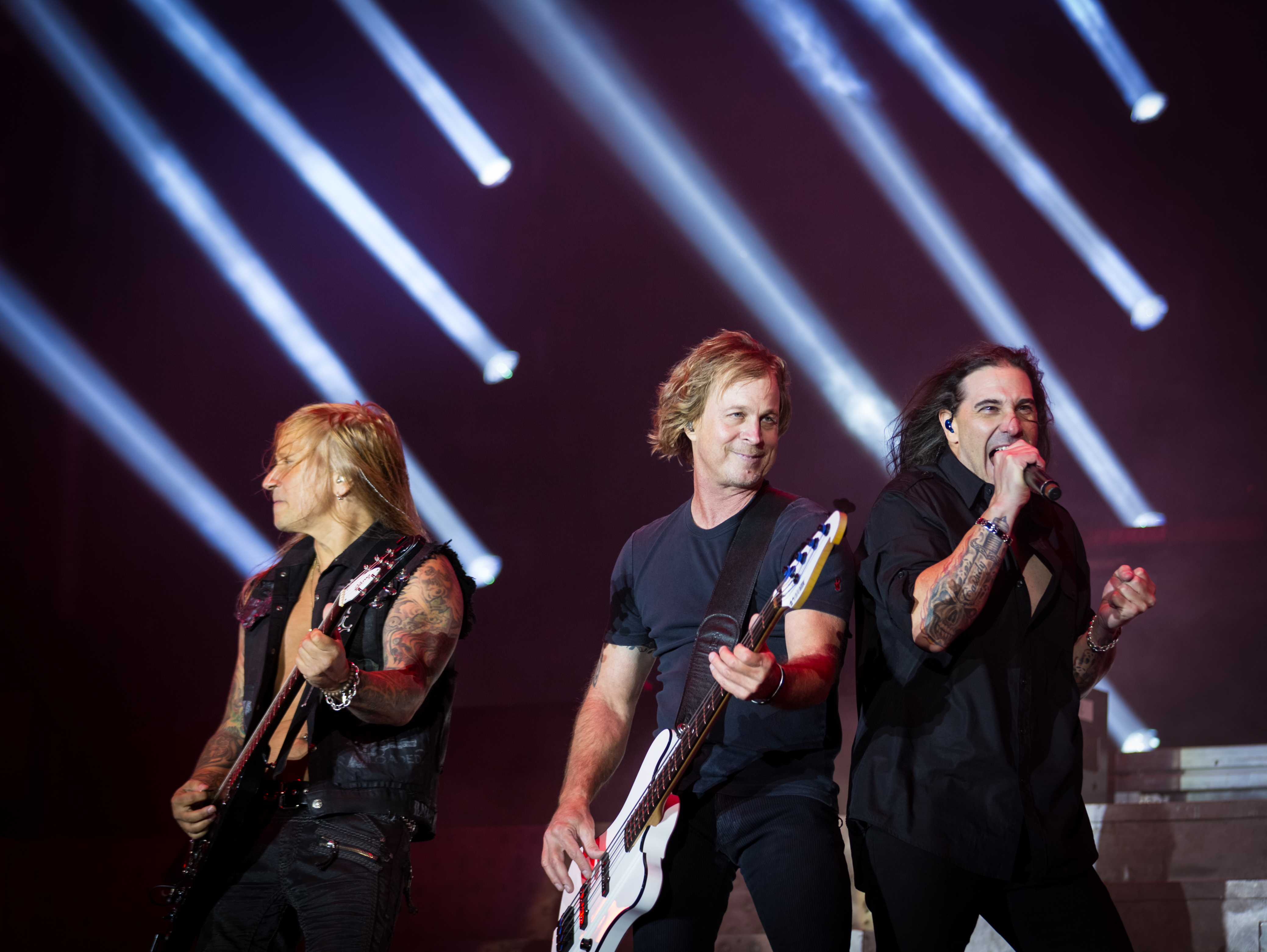
Savatage en 2015.

Savatage permaneció inactivo luego del lanzamiento de Poets and Madmen, con sus músicos interesados y enfocados en otros proyectos como Trans-Siberian Orchestra y Jon Oliva's Pain. Finalmente, la tan esperada reunión de Savatage se dio en el festival Wacken Open Air de 2015. Sobre el futuro de la banda, Jon Oliva explicó, "Luego de lo de Wacken, creo que si queremos hacer algo más, debemos hacerlo ahora. No quiero hacerlo cuanto tenga 60 años. Le hablé al respecto a Paul. Él me dijo que lo mejor sería esperar hasta enero y sentarnos a pensar en las posibilidades.'" Oliva también mencionó que Savatage tiene ofertas para realizar conciertos en Norteamérica, Suramérica, Grecia y otros lugares, y no descartó la posibilidad de realizar más presentaciones.En abril de 2023, Jon Oliva publicitó que estaban trabajando en el que será el último álbum de la banda, titulado “Curtain Call”.Su idea era publicarlo en 2024, pero sufrió una fractura en la espalda en septiembre de 2023 que retrasó la grabación.

## Miembros del grupo

### Alineación actual
- Jon Oliva – voz (1978–1992, 1994-2002, 2014-presente), teclados (1981–1992, 1993—2002, 2014-presente, 1993 en Edge of the Thorns como invitado), guitarra (1978–1979, 1994), bajo (1980–1981, 1994), batería (1991, 1994)
- Johnny Lee Middleton – bajo (1986-2002, 2014–presente)
- Chris Caffery – guitarra (1987–1988 giras, 1989–1990, 1995-2002, 2014–presente), teclados (1987-1988 giras, 1989-1990)
- Zachary Stevens – voz (1992–2000, 2014–presente)
- Jeff Plate – batería (1994-2002, 2014–presente)
- Al Pitrelli – guitarra (1995–1999, 2002, 2014–presente)

## Galería

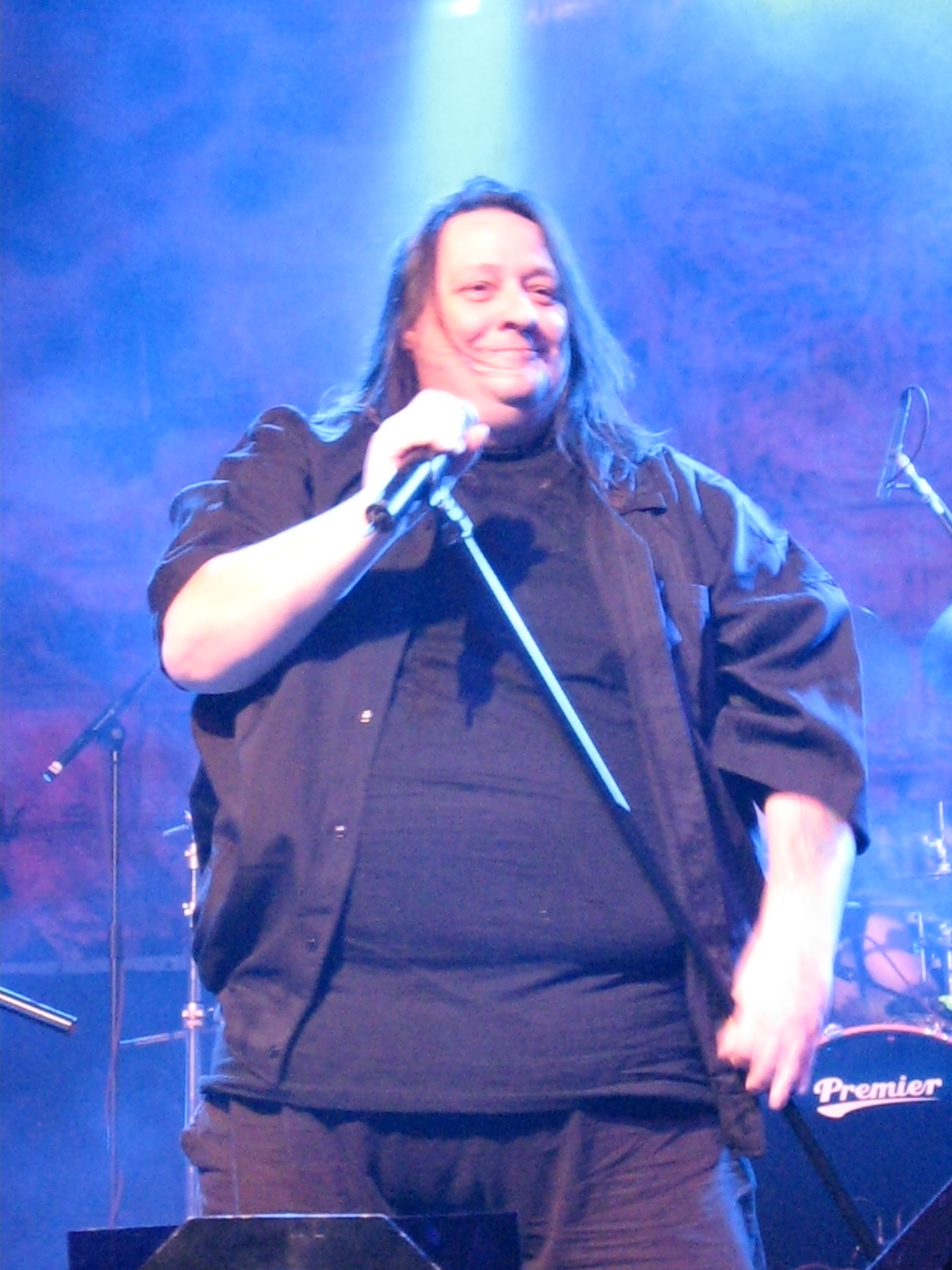
Jon Oliva
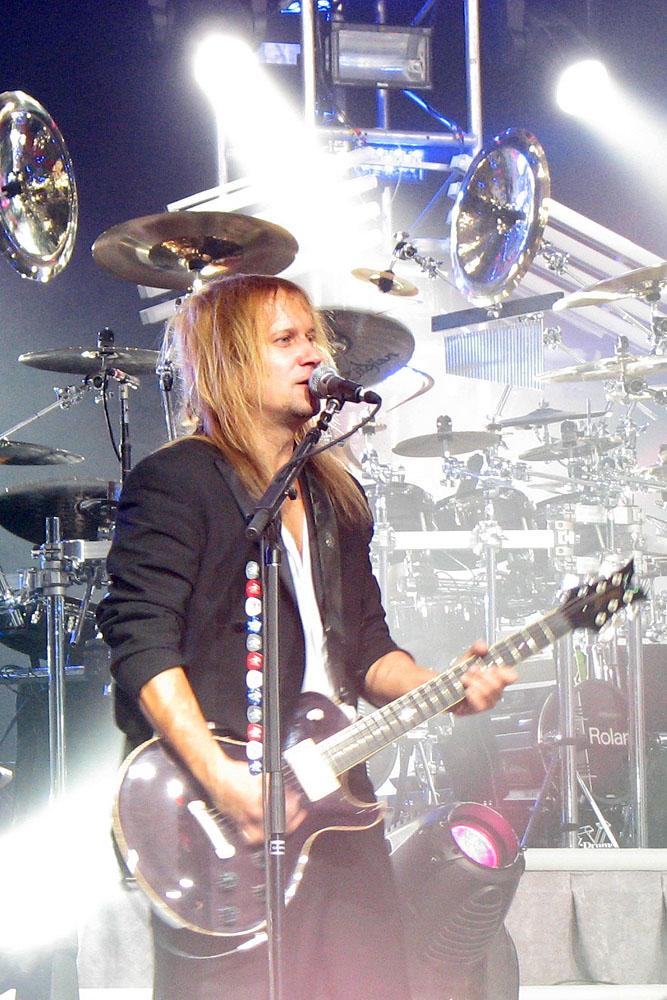
Chris Caffery
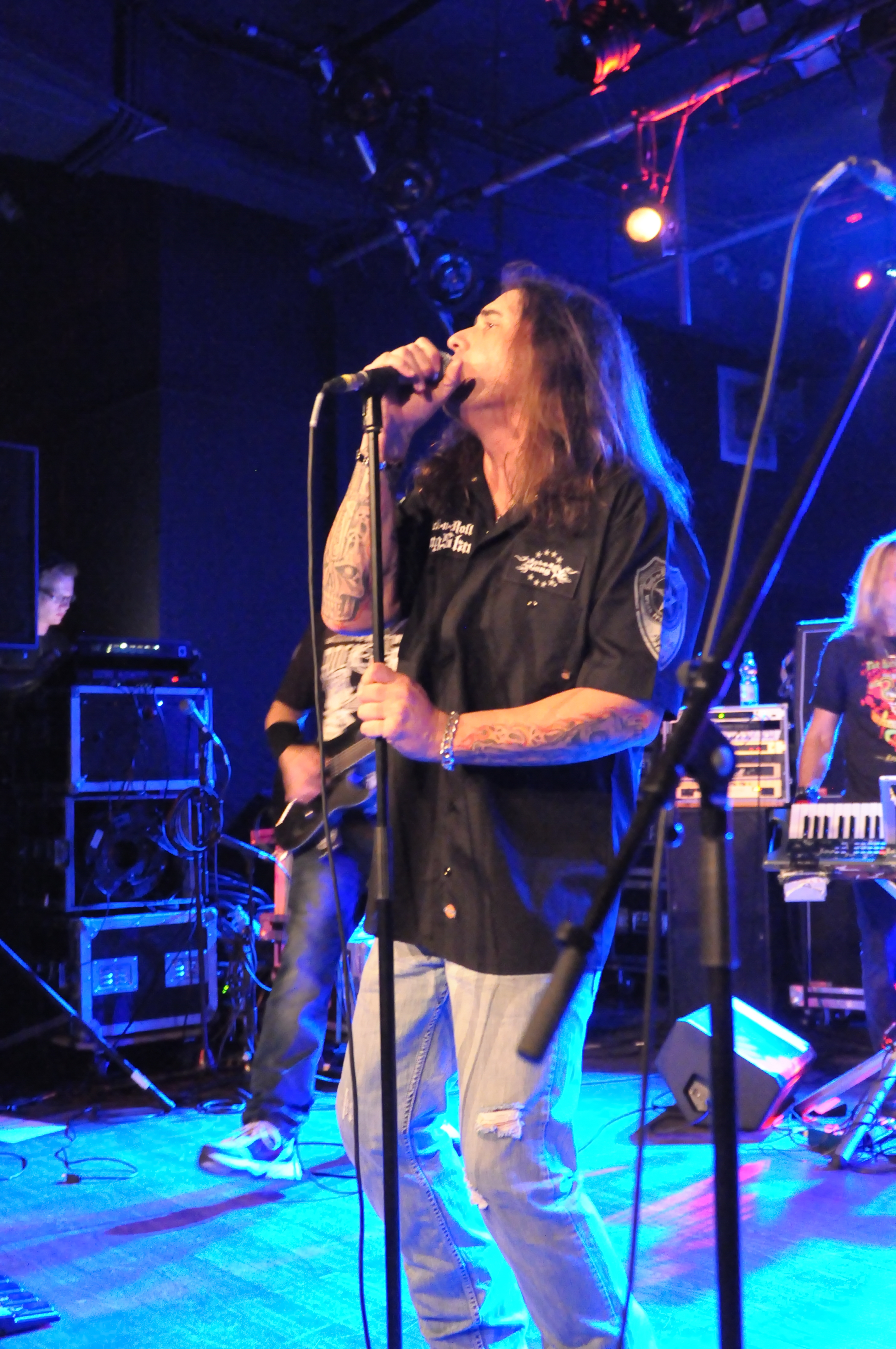
Zak Stevens
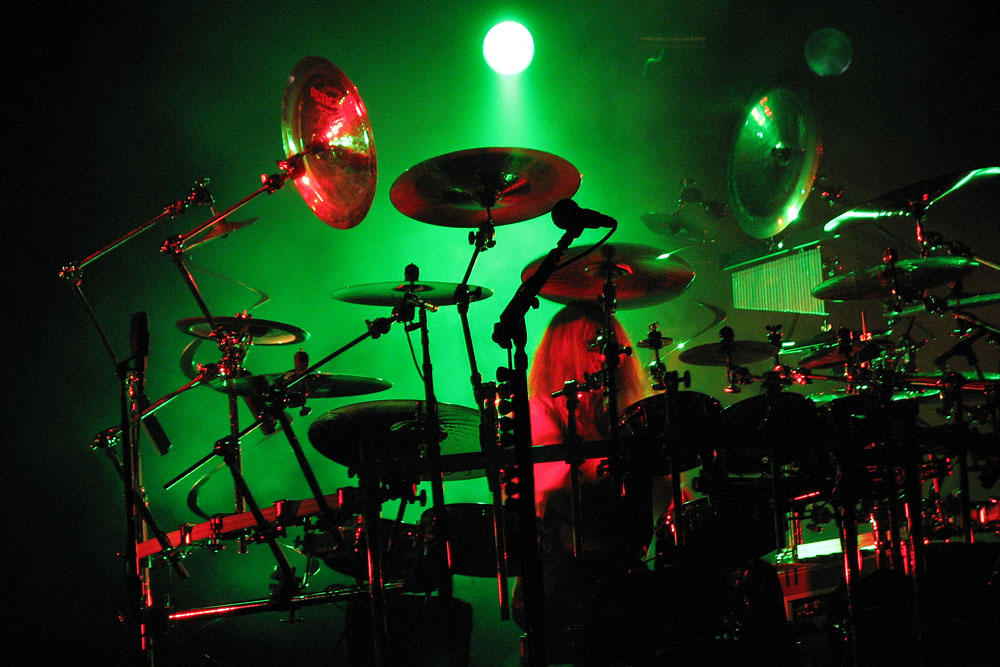
Jeff Plate
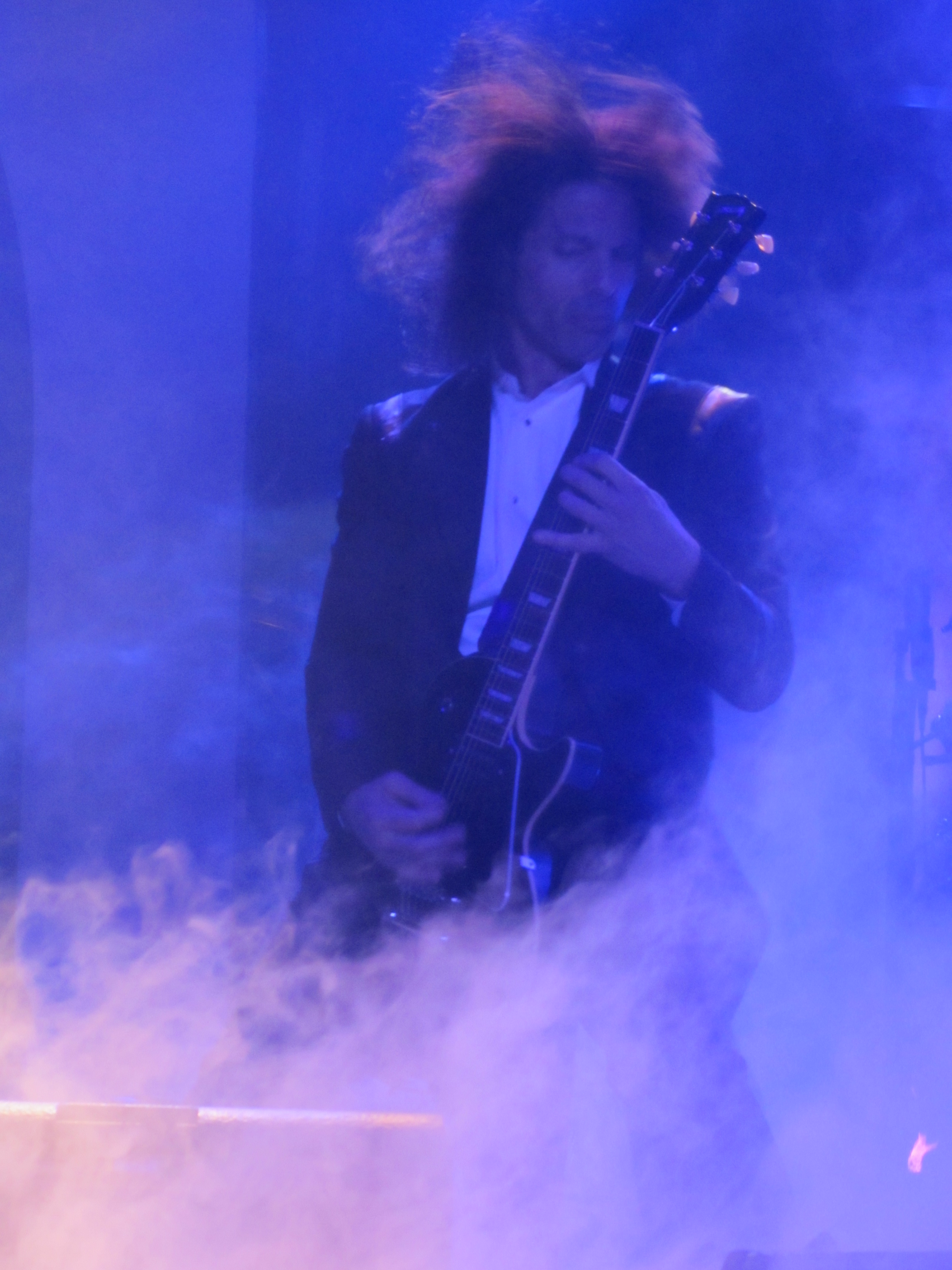
Al Pitrelli

## Discografía

### Estudio
- Sirens (1983)
- The Dungeons Are Calling (1984)
- Power Of The Night (1985)
- Fight For The Rock (1986)
- Hall Of The Mountain King (1987)
- Gutter Ballet (1989)
- Streets: A Rock Opera (1991)
- Edge of Thorns (1993)
- Handful of Rain (1994)
- Dead Winter Dead (1995)
- The Wake of Magellan (1997)
- Poets and Madmen (2001)
- Curtain Call (2024)

### En Vivo
- Japan Live '94 / Live In Japan (1995)
- Final Bell / Ghost In The Ruins (1995)

### Compilados
- From The Gutter To The Stage (1996)
- The Best And The Rest (1997) (solo para Japón)
- Believe (1998) (solo para Japón)
- Still The Orchestra Plays: Greatest Hits Volume 1 & 2 (2010)

### EP
- The Dungeons Are Calling (1984)
- Chance (1995)
- Doesn't Matter Anyway (1995)

### Sencillos
| Año  | Título                     | Posición en listas | Posición en listas | Álbum                 |
| Año  | Título                     | Estados Unidos     | Alemania           | Álbum                 |
| 1985 | "In the Dream"             | -                  | -                  | Power of the Night    |
| 1989 | "Gutter Ballet"            | -                  | -                  | Gutter Ballet         |
| 1989 | "When the Crowds are Gone" | -                  | -                  | Gutter Ballet         |
| 1991 | "Jesus Saves"              | -                  | -                  | Streets: A Rock Opera |
| 1993 | "Edge of Thorns"           | #26                | -                  | Edge of Thorns        |
| 1994 | "Handful of Rain"          | -                  | -                  | Handful of Rain       |
| 1995 | "Chance"                   | -                  | -                  | Handful of Rain       |
| 1995 | "Doesn't Matter Anyway"    | -                  | -                  | Dead Winter Dead      |
| 1995 | "Dead Winter Dead"         | -                  | -                  | Dead Winter Dead      |
| 1996 | "One Child"                | -                  | -                  | Dead Winter Dead      |
| 1998 | "Turns to Me"              | -                  | -                  | The Wake of Magellan  |
| 2001 | "Commissar"                | -                  | #88                | Poets and Madmen      |